# Musculus rectus capitis posterior major
Musculus rectus capitis posterior major er en suboccipital muskel der udspringer fra torntappen af axis (C02) og insererer på undersiden af kraniebunden. Den bevæger det øvre- og nedre nakkeled via strækning af nakken samt rotation af hovedet. Den er vifteformet; snæver ved sit udspring og bred ved sin insertion.

## Referrencer
1. ↑  Bojsen-Møller, Finn (2014). Bevægeapparatets Anatomi (13 udgave). Munksgaard. ISBN 978-87-628-0900-0.